# Хтун
Хтун (лезг. Хтунар) — село в Сулейман-Стальском районе Дагестана. Входит в состав Шихикентского сельсовета.

## География
Село находится на расстоянии 11 км к югу от села Касумкент, административного центра района.

## Население
| 1895 | 1926 | 1939 | 1970 | 1989 | 2002 | 2010 |
| ---- | ---- | ---- | ---- | ---- | ---- | ---- |
| 253  | ↘120 | ↗155 | ↘101 | ↘51  | ↗144 | ↘139 |
| 2021 |      |      |      |      |      |      |
| ↗166 |      |      |      |      |      |      |